# Filippo Tagliani
Filippo Tagliani (* 14. srpna 1995) je italský profesionální silniční cyklista jezdící za UCI Continental tým GW Shimano–Sidermec.

## Hlavní výsledky
2016
Gemenc Grand Prix
3. místo celkově
2017
Gemenc Grand Prix
 celkový vítěz
 vítěz bodovací soutěže
 vítěz soutěže mladých jezdců
vítěz prologu a 1. etapy
Challenge du Prince
7. místo Trophée de la Maison Royale
9. místo Trophée de l'Anniversaire
3. místo Trofeo Città di Brescia
2018
vítěz Coppa San Geo
vítěz Gran Premio San Giuseppe
Středozemní hry
 2. místo silniční závod
6. místo Puchar Uzdrowisk Karpackich
2019
vítěz Trofeo Papà Cervi
vítěz Coppa Messapica
9. místo Circuito del Porto
2021
Bělehrad–Banja Luka
6. místo celkově

### Výsledky na Grand Tours
| Grand Tour      | 2021 | 2022 |
| --------------- | ---- | ---- |
| Giro d'Italia   | 123  | 143  |
| Tour de France  | —    | —    |
| Vuelta a España | —    | —    |

### Výsledky na monumentech
| Monument               | 2021 | 2022 |
| ---------------------- | ---- | ---- |
| Milán – San Remo       | 166  | 152  |
| Kolem Flander          | —    | —    |
| Paříž–Roubaix          | —    | —    |
| Lutych–Bastogne–Lutych | —    | —    |
| Il Lombardia           | DNF  | —    |

| —   | Nezúčastnil se |
| JS  | Jede se        |
| DNF | Nedokončil     |